# Stanislas Merhar

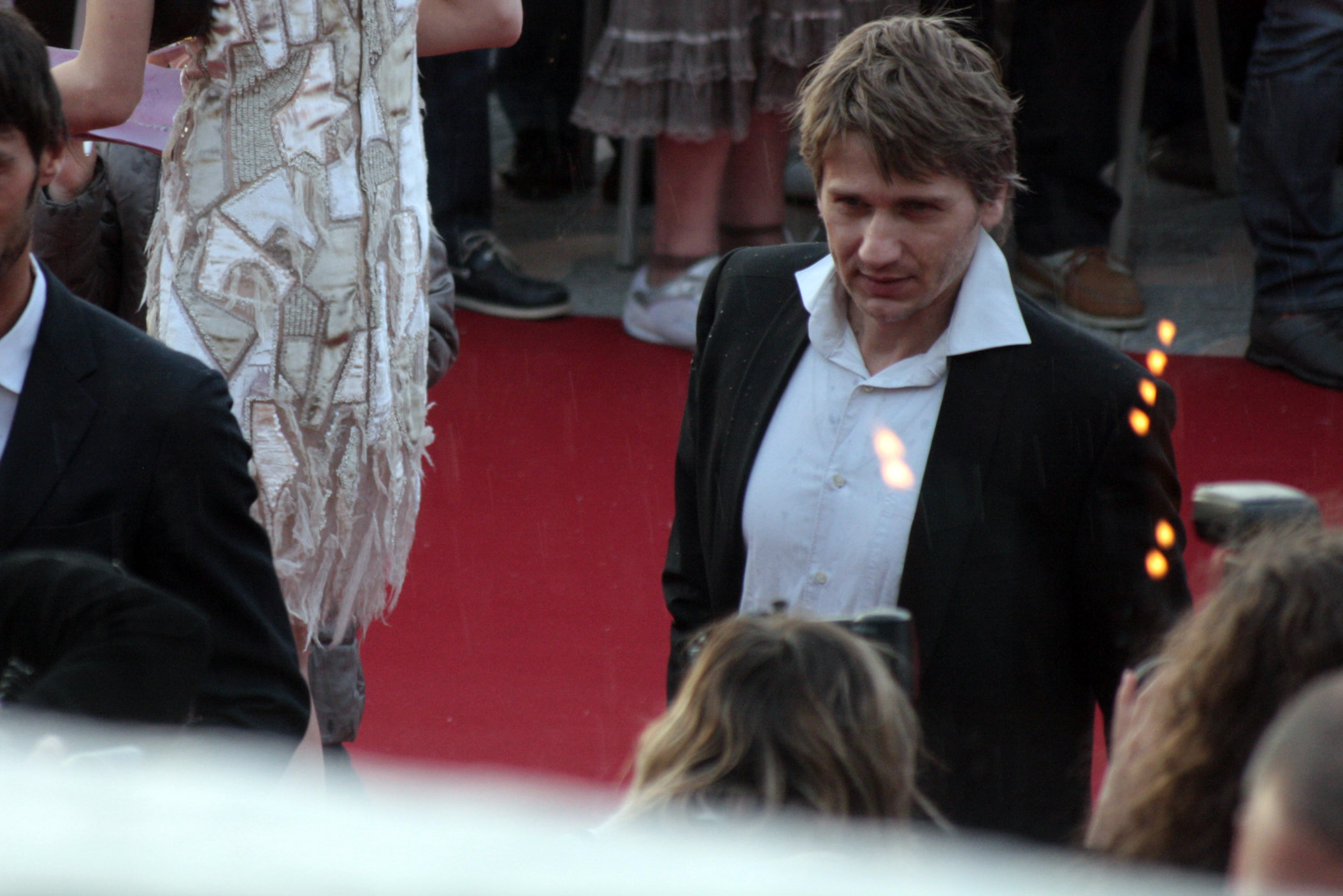
Stanislas Merhar, 2011

Stanislas Merhar (* 23. Januar 1971 in Paris) ist ein französischer Schauspieler.

## Leben
Stanislas Merhar wurde in Paris als Sohn einer französischen Journalistin und eines aus Slowenien stammenden Theaterregisseurs geboren. Er absolvierte ein Studium als klassischer Pianist an der École Normale de Musique in Paris, praktizierte aber nie als Pianist, sondern verdiente seinen Lebensunterhalt als Vergolder, ein Kunsthandwerk, das er schon früh als Hobby ausgeübt hatte.
1997 entdeckte ihn Anne Fontaine eher zufällig beim Casting für ihren Film Nettoyage à sec – Eine Dreierbeziehung, wofür er den César als Bester Nachwuchsdarsteller erhielt. Im folgenden Jahr spielte er an der Seite von Gerard Depardieu den jungen Albert de Morcerf in dem Fernsehfilm  Der Graf von Monte Christo.
In der Hörspiel-Adaption des Buches Le Journal d’Alphonse von Elisabeth Butterfly, einer Art Fortsetzung des Antoine-Doinel-Zyklus von François Truffaut, sprach Stanislas Merhar im Jahr 2004 die Rolle des Alphonse, des Sohns von Antoine Doinel.

## Filmografie (Auswahl)
- 1997: Nettoyage à sec – Eine Dreierbeziehung (Nettoyage à sec)
- 1998: Der Graf von Monte Christo (Le comte de Monte Christo)
- 1999: Der Brief (La lettre)
- 1999: Franck Spadone
- 2000: Die Gefangene (La captive)
- 2000: Les savates du bon Dieu
- 2000: Furia
- 2001: Die Kreuzritter 4 – Das Gewand Jesu (I Cavalieri che fecero l’impresa)
- 2002: Merci Docteur Rey
- 2003: Adolphe
- 2005: Un fil à la patte
- 2009: Fred Vargas – Es geht noch ein Zug von der Gare du Nord (L’homme aux cercles bleus)
- 2011: Die Kunst zu lieben (L’art d’aimer)
- 2011: La folie Almayer
- 2015: Im Schatten der Frauen (L’Ombre des femmes)
- 2017: Madame
- 2017: Closing In (Kurzfilm)
- 2018: Le Cahier Noir
- 2020: Banden von Marseille (Bronx)
- 2023: Die Bonnards – Malen und lieben (Bonnard, Pierre et Marthe)
- 2024: Maria

## Auszeichnungen
- 2012: Chevalier des arts et lettres